# Solana Sierra
Solana Sierra (* 17. Juni 2004) ist eine argentinische Tennisspielerin.

## Karriere
Sierra begann mit drei Jahren das Tennisspielen und bevorzugt Hartplätze. Sie spielt vor allem auf der ITF Women’s World Tennis Tour, wo sie bislang 14 Titel im Einzel und einen im Doppel gewinnen konnte. Weiters gewann Sierra 2025 einen WTA-Challenger-Titel im Einzel. 
2021 trat sie bei allen vier Grand Slams in den Juniorinnenwettbewerben im Einzel und Doppel an, kam aber bei den Australian Open, den French Open und in Wimbledon nicht über die erste Runde hinaus. Bei den US Open 2021 konnte sie dann aber mit Siegen über Sarah Hamner, Ane Mintegi del Olmo, Matilda Mutavdzic und Elvina Kalieva das Halbfinale erreichen, wo sie dann der späteren Titelträgerin Robin Montgomery mit 6:2, 3:6 und 4:6 unterlag. Bei den mit 100.000 US-Dollar dotierten Buenos Aires Open erhielt sie eine Wildcard für das Hauptfeld im Dameneinzel, wo sie mit einem Sieg über Sol Faga in das Achtelfinale einziehen konnte, dort aber dann Despina Papamichail mit 6:76 und 4:6 unterlag. Bei der Copa LP Chile 2021 erhielt sie ebenfalls eine Wildcard für das Hauptfeld im Dameneinzel, verlor aber bereits ihr Auftaktmatch gegen Irina Bara mit 3:6 und 3:6.
2022 scheiterte sie bei den Australian Open als an vier gesetzte Spielerin bzw. Paarung sowohl im Juniorinneneinzel als auch im Juniorinnendoppel bereits in der ersten Runde.

## Turniersiege

### Einzel
| Nr. | Datum              | Turnier               | Kategorie      | Belag        | Finalgegnerin                      | Ergebnis       |
| --- | ------------------ | --------------------- | -------------- | ------------ | ---------------------------------- | -------------- |
| 1.  | 21. August 2022    | Cancún                | ITF W15        | Hartplatz    | Han Jiangxue                       | 2:6, 6:3, 7:67 |
| 2.  | 28. August 2022    | Cancún                | ITF W15        | Hartplatz    | Victoria Rodríguez                 | 6:3, 6:3       |
| 3.  | 2. Oktober 2022    | Eldorado              | ITF W15        | Sand         | Luisina Giovannini                 | 6:3, 6:3       |
| 4.  | 26. Februar 2023   | Tucumán               | ITF W25        | Sand         | Rosa Vicens Mas                    | 6:2, 6:2       |
| 5.  | 9. September 2023  | Saragossa             | ITF W25        | Sand (Halle) | Guillermina Naya                   | 4:6, 6:2, 6:2  |
| 6.  | 8. Oktober 2023    | Mendoza               | ITF W25        | Sand         | Martina Capurro Taborda            | 6:1, 6:3       |
| 7.  | 28. Januar 2024    | Buenos Aires          | ITF W35        | Sand         | Alice Ramé                         | 6:1, 6:4       |
| 8.  | 7. Juli 2024       | Getxo                 | ITF W35        | Sand (Halle) | Lucía Cortez Llorca                | 6:2, 6:1       |
| 9.  | 21. Juli 2024      | Turin                 | ITF W35        | Sand         | Guiomar Maristany Zuleta de Reales | 4:6, 6:2, 6:0  |
| 10. | 4. August 2024     | Pilar                 | ITF W35        | Sand         | Lucciana Pérez Alarcón             | 2:6, 6:2, 6:1  |
| 11. | 22. September 2024 | San Miguel de Tucumán | ITF W50        | Sand         | Giorgia Pedone                     | 6:2, 6:2       |
| 12. | 29. September 2024 | Pilar                 | ITF W50        | Sand         | Léolia Jeanjean                    | 6:2, Aufgabe   |
| 13. | 26. Januar 2025    | Vero Beach            | ITF W75        | Sand         | Whitney Osuigwe                    | 6:7, 6:4, 7:5  |
| 14. | 6. April 2025      | Antalya               | WTA Challenger | Sand         | Leyre Romero Gormaz                | 6:3, 6:4       |
| 15. | 13. April 2025     | Bellinzona            | ITF W75        | Sand         | Silvia Ambrosio                    | 6:4, 6:0       |

### Doppel
| Nr. | Datum             | Turnier   | Kategorie | Belag        | Partnerin        | Finalgegnerin            | Ergebnis         |
| --- | ----------------- | --------- | --------- | ------------ | ---------------- | ------------------------ | ---------------- |
| 1.  | 8. September 2023 | Saragossa | ITF W25   | Sand (Halle) | Martina Colmegna | Kimmi Hance Ashley Lahey | 4:6, 6:4, [10:8] |